# Schlösschen (Darmstadt)
Das Schlösschen (auch: Emilschlösschen) ist ein Bauwerk in Darmstadt.

## Architektur und Geschichte
Das Schlösschen wurde im 19. Jahrhundert, als Landhaus vornehmer Darmstädter Familien, freistehend mit Schauseite zur Chaussee nach Frankfurt am Main (heute: Frankfurter Straße) erbaut.
Im Jahre 1818 wurde das Schlösschen, als Besitz des Gerichtsrats Justinian von Günderode, in das damals neugeschaffene Brandkataster der Stadt Darmstadt eingetragen.
Das Gebäude besteht aus einem zweigeschossigen kubischen Block, mit zum Teil gleichzeitig entstandenen, rückwärtigen Flügelbauten.
Die fünfachsige Hauptfassade wird durch symmetrische Gliederung und unterschiedliche Fenster in Erd- und Obergeschoss geprägt.
Die Mittelachse wird durch einen Balkon, eine Tordurchfahrt und geringere Fensterabstände akzentuiert.
Die Außenmauern bestehen aus Bruchstein; die Gewände wurden in Sandstein ausgeführt.
Das ursprüngliche niedrige Walmdach mit Hängewerk ist erhalten geblieben.
Die Nordfassade des Gebäudes weist kleine quadratische Fensteröffnungen für die Stockwerktoiletten auf.

## Denkmalschutz
Eine deutliche stilistische Verwandtschaft besteht zum im Jahre 1817 gebauten Wohnhaus Moranville, einem Modellhaus Georg Mollers in der unteren Rheinstraße in Darmstadt.
Als enger Verwandter der Bebauung der Mollerstadt – wie sie von Georg Moller selbst typenprägend propagiert wurde – besitzt das Schlösschen auch einen einzigartigen Dokumentarwert.
Wegen der bedeutenden baukünstlerischen Qualität des klassizistischen Landhaustyps und aus stadtgeschichtlichen Gründen ist das Bauwerk ein Kulturdenkmal.
Seit dem Jahr 1996 befindet sich das Altenheim in der Trägerschaft des Darmstädter Klinikums. Gleichzeitig wurde das Städtische Altersheim in Alten- und Pflegeheim Emilstraße des Klinikums umbenannt.
Heute beherbergt das Schlösschen unter anderem die Verwaltung des Alten- und Pflegeheims.